# Mapa de calor

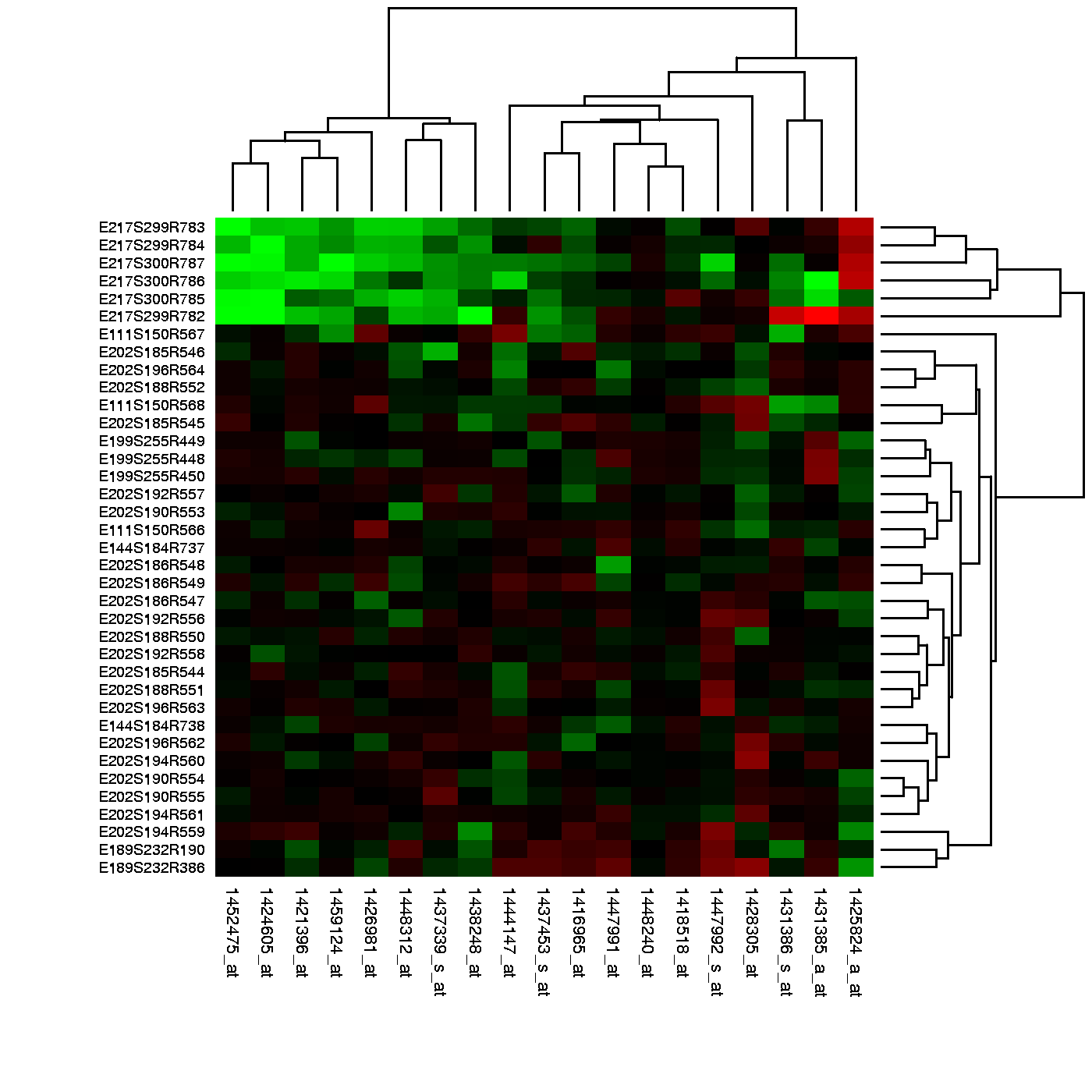
Mapa de calor generado a partir de los datos de un chip de ADN reflejando valores de la expresión génica en varias condiciones.

Un mapa de calor (heat map, en inglés) es una técnica de visualización de datos que mide la magnitud de un fenómeno en colores en dos dimensiones. La variación del color puede ser por tono o intensidad, haciendo obvia la lectura del fenómeno sobre el espacio que se trata. Existen dos categorías fundamentales de mapas de calor: el mapa de calor de análisis de grupos y el mapa de calor espacial. En un mapa de calor de conglomerados, las magnitudes se disponen en una matriz de tamaño de celda fijo, cuyas filas y columnas son fenómenos y categorías discretos, además la clasificación de filas y columnas es intencional y algo arbitraria, con el objetivo de sugerir los conglomerados o representarlos como descubrimientos a través del análisis estadístico. El tamaño de la celda es arbitrario pero lo suficientemente grande para ser claramente visible. Por el contrario, la posición de una magnitud en un mapa de calor espacial está forzada por la ubicación de la magnitud en ese espacio, y no existe la noción de celdas; se considera que el fenómeno varía continuamente. 
El término «mapa de calor» es relativamente nuevo, pero la práctica de sombrear matrices ha existido desde hace siglos.

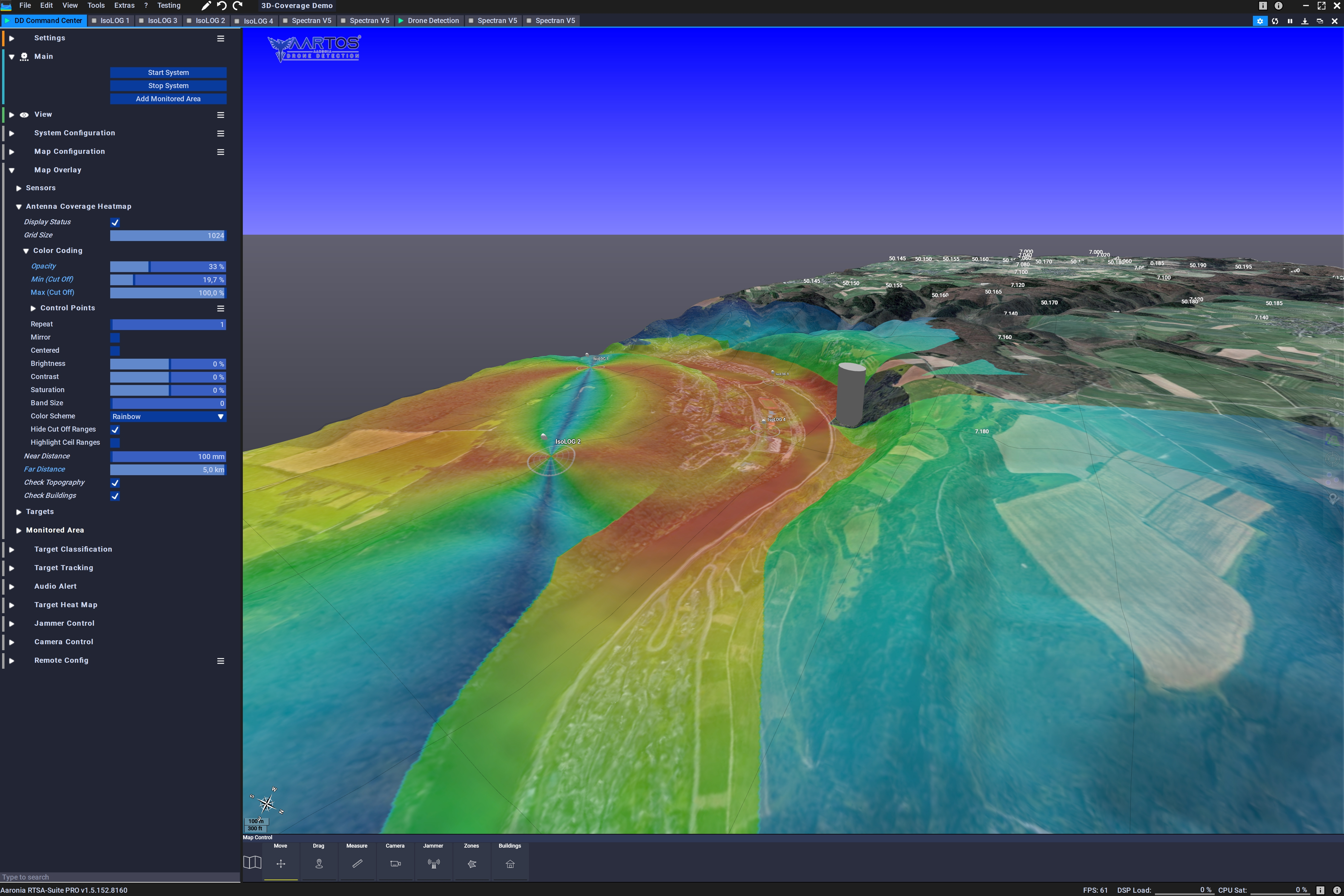
Mapa de calor que muestra la cobertura de RF de un sistema de detección de drones

## Historia
Los mapas de calor se originaron en 2D, mostrando los valores en una matriz de datos. Los valores más grandes se representaban en pequeños cuadrados (píxeles) grises o negros y los valores más pequeños en otros cuadrados más claros. Loua (1873) utilizó un sombreado matricial para visualizar estadísticas sociales en los distritos de París. Sneath (1957) mostró los resultados de un análisis de grupo permutando las filas y las columnas de una matriz para colocar los valores similares junto a otros según el grupo. Jacques Bertin usó una representación similar para mostrar unos datos conformados en la escala de Guttman. La idea de unir árboles de grupo a las filas y columnas de la matriz de datos se originó con Robert Ling en 1973. Ling empleó caracteres de impresora para representar sombras de distintos tonos de gris, con la anchura de un carácter por píxel. Leland Wilkinson desarrolló el primer programa de ordenador en 1994 (SYSTAT) para producir mapas de calor con gráficos de color de resolución alta.
El diseñador de software Cormac Kinney registró el término «mapa de calor» en 1991 para representar una muestra de información del mercado financiero en 2D.

## Tipos
Existen dos tipos principales de mapas de calor: espaciales y cuadrícula.
Un mapa de calor espacial muestra la magnitud de un fenómeno espacial como color, generalmente proyectado sobre un mapa. En la imagen etiquetada como "Ejemplo de mapa de calor espacial", se muestra la temperatura por rango de color en el mundo. El color varía de azul (frío) a rojo (caliente).

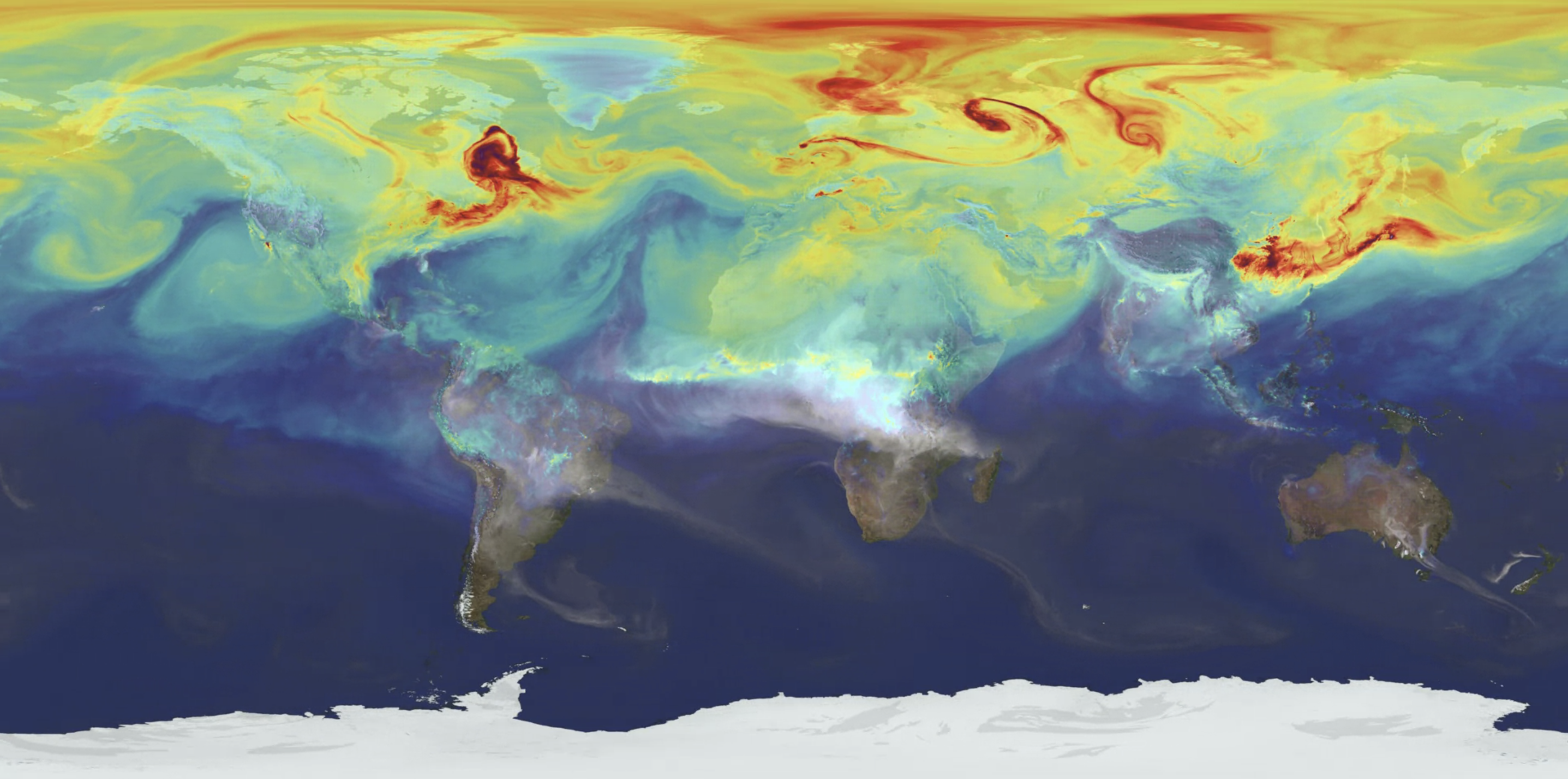
Ejemplo de mapa de calor espacial: Muestra la temperatura a lo largo del mundo donde el color rojo representa la temperatura más alta y el color azul la temperatura más baja.

Un mapa de calor en retícula muestra la magnitud como color en una matriz bidimensional, donde cada dimensión representa una categoría de alguna variable y el color representa la magnitud de alguna medida en las variables combinadas de cada una de las dos categorías. Por ejemplo, una dimensión puede representar el año y la otra dimensión el mes, y el valor medio podría ser la temperatura. Este mapa de calor mostraría como cambió la temperatura a lo largo de los años en cada mes. Los mapas de calor de retícula se clasifican además en dos tipos diferentes de matrices: conglomerados y correlogramas.
- Mapa de calor de conglomerados: El ejemplo de la temperatura mensual por año es un mapa de calor de conglomerados.
- Correlogramas: Un correlograma es un mapa de calor de conglomerados que tiene las mismas variables para cada eje, de tal forma que muestra como los variables en el conjunto de variables interactúan entre sí. El correlograma por lo general se representa solo la parte inferior triangular en lugar de un cuadrado ya que es simétrico. Es decir, la combinación de las variables A-B es la misma que la combinación de B-A, y por lo tanto no necesita expresarse dos veces.

Ejemplos de mapas de calor:
- Mapas de calor de biología, muy utilizados en biología molecular para representar el nivel de expresión de muchos genes a través de un número de muestras comparables (por ejemplo, células en estados diferentes, muestras de pacientes diferentes) tras obtener chips de ADN.
- El mapa de árbol es una partición de datos jerárquica en 2D visualmente similar a un mapa de calor.
- En mosaico se representa un mapa de calor en cuadritos para mostrar una tabla de datos de dos maneras. Como en los mapas de árbol, las celdas rectangulares están organizadas jerárquicamente, por lo que las celdas son rectángulos en lugar de cuadrados.
- Una visualización de función de la densidad es un mapa de calor para representar la densidad de puntos en un mapa. Esto permite ver los puntos de mayor densidad. Perrot (2015) propuso una manera de utilizar la función de densidad para visualizar miles y miles de millones de puntos que utilizan infraestructura de macrodatos.[3]

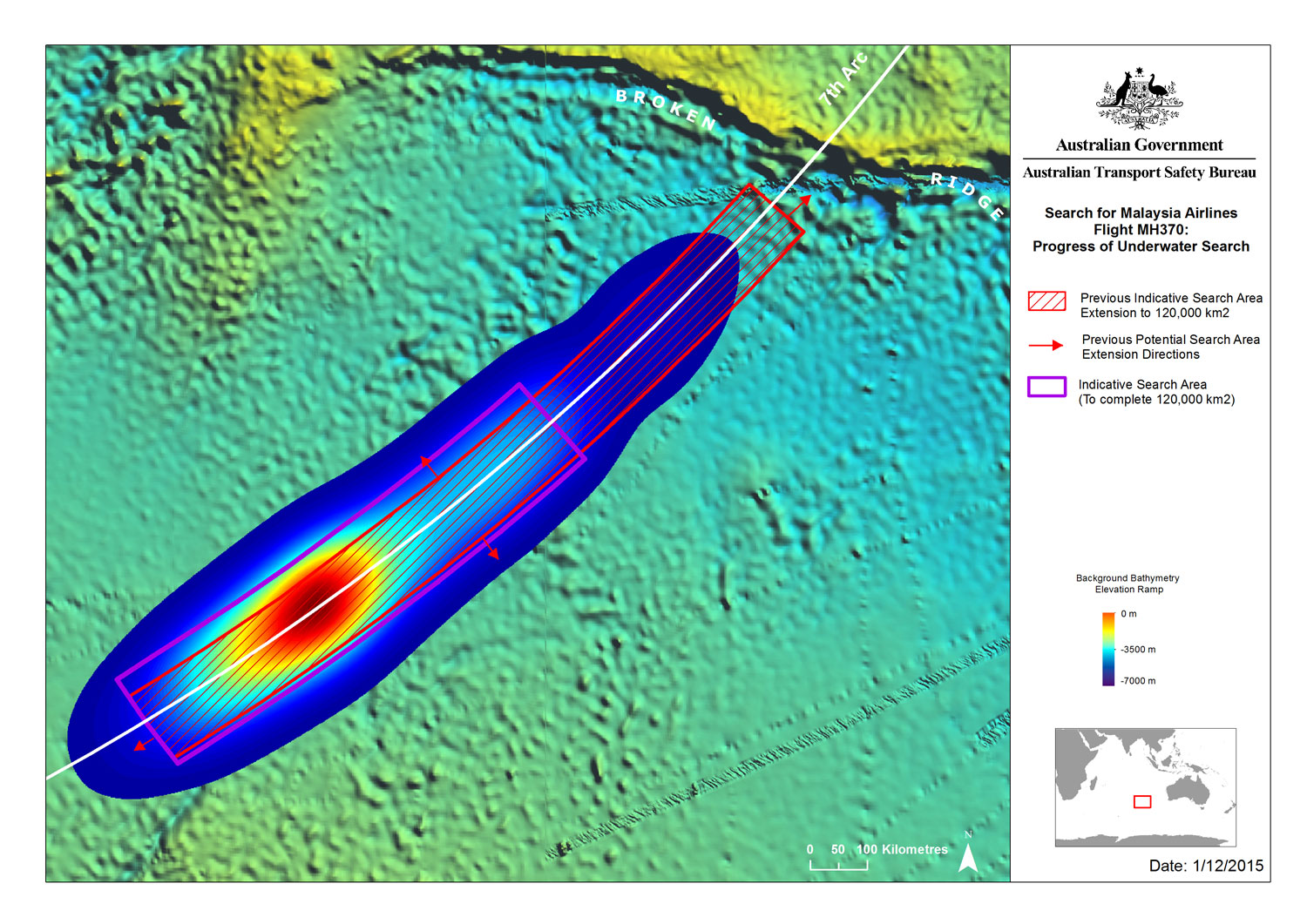
Un mapa de calor indicando la ubicación probable del vuelo 370 de Malaysia Airlines en un análisis de método bayesiano de rutas de vuelo posibles de la aeronave.

## Usos
Los mapas de calor tienen una amplia gama de posibilidades entre sus aplicaciones debido a su capacidad para simplificar los datos y hacer que el análisis de datos sea visualmente atractivo para leer. A continuación, se enumeran algunas aplicaciones que utilizan diferentes tipos de mapas de calor.
Análisis comercial: los mapas de calor se utilizan en el análisis comercial para brindar una representación visual sobre el funcionamiento actual, el rendimiento y la necesidad de mejoras en una empresa. Los mapas de calor son una forma de analizar los datos existentes de una empresa y actualizarlos para reflejar el crecimiento y otros esfuerzos específicos. Los mapas de calor atraen visualmente a los miembros del equipo y clientes del negocio o empresa.
Sitios web: existen muchas formas de utilizar los mapas de calor en los sitios web para determinar las acciones de los usuarios que los visitan. Por lo general, hay múltiples mapas de calor que se usan juntos para determinar la perspectiva de un sitio web sobre los cuáles son los elementos de mejor y peor rendimiento en la página. A continuación se enumeran algunos mapas de calor específicos utilizados para el análisis de sitios web.
- Seguimiento del mouse: se utilizan para visualizar por dónde pasa el cursor del usuario en el sitio web.
- Seguimiento ocular: miden la posición de los ojos de los usuarios del sitio web y recopilan medidas como el volumen de fijación de los ojos, la duración de la fijación de los ojos y las áreas de interés.
- Seguimiento de clics: también llamados mapas táctiles, son similares a los mapas de calor de seguimiento del mouse, pero en lugar de acciones de desplazamiento, estos tipos de mapas de calor ayudan a visualizar las acciones de clic de los usuarios. Los mapas de calor de seguimiento de clics no solo permiten indicaciones visuales en los componentes en los que se puede hacer clic en una página web, como botones o menús desplegables, sino que estos mapas de calor también permiten el seguimiento de objetos en los que no se puede hacer clic en cualquier parte de la página.
- Atención de generación de IA: ayudan a visualizar dónde irá la atención del usuario en una determinada sección de una página web. Este tipo de mapas de calor se implementan utilizando un algoritmo de software creado para determinar y predecir las acciones de atención del usuario.
- Seguimiento de desplazamiento: se utilizan para representar el comportamiento de los usuarios en el sitio web. Esto ayuda a producir pistas visuales sibre la sección del sitio web en la que el usuario pasa más tiempo[4].Ejemplo de mapa de calor de análisis de datos: muestra el equilibrio de enlace normalizado de las ventanas genómicas dentro de la región Hist1 de un ratón(Mus musculus).

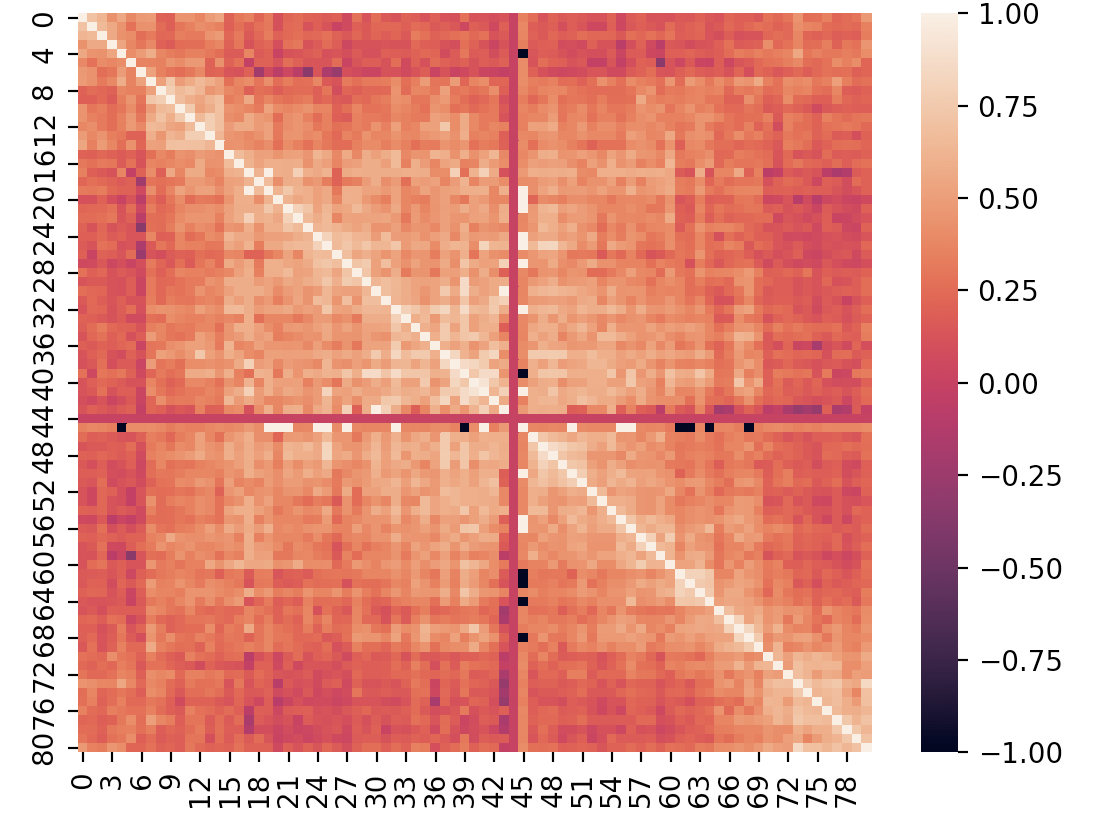
Ejemplo de mapa de calor de análisis de datos: muestra el equilibrio de enlace normalizado de las ventanas genómicas dentro de la región Hist1 de un ratón(Mus musculus).

Análisis exploratorio de datos: al trabajar con conjuntos de datos grandes o pequeños, los científicos y analistas de datos por lo general observan y determinan las relaciones y características esenciales entre los diferentes puntos de un conjunto de datos, así como las características de esos puntos de datos. Los científicos y analistas de datos suelen trabajar con equipos de diversas profesiones. El uso de mapas de calor es una forma visual de resumir los hallazgos y los componentes principales. Existen otras formas de representar los datos, sin embargo, los mapas de calor pueden visualizar estos puntos de datos y sus relaciones en un espacio dimensional alto sin volverse demasiado compactos y visualmente poco atractivos. Los mapas de calor en el análisis de datos, permiten variables específicas de dilas y/o columnas en los ejes e incluso en la diagonal.

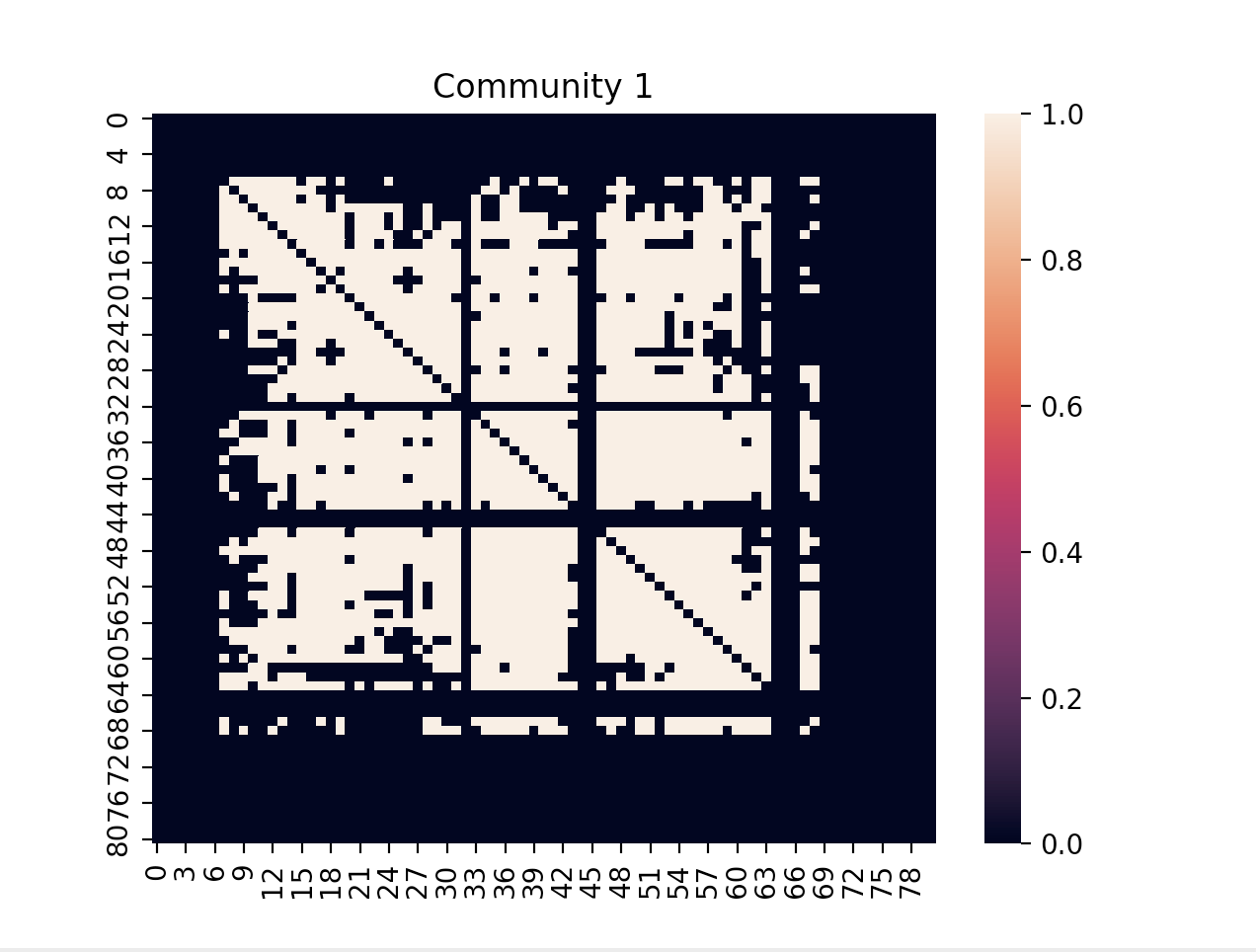
Ejemplo de mapa de calor de análisis de datos: subgrafo de uno de los cinco nodos centrales con un alto grado de centralidad en una región genómica en ratones (Mus musculus) llamada región Hist1, donde cada celda del gráfico representa un borde en la red genómica.

- Ejemplo de mapa de calor de análisis de datos: subgrafo de uno de los cinco nodos centrales con un alto grado de centralidad en una región genómica en ratones (Mus musculus) llamada región Hist1, donde cada celda del gráfico representa un borde en la red genómica.Biología: en el campo de la biología, los mapas de calor son usados para visualizar conjuntos de datos grandes o pequeños. La atención se centra en patrones y similitudes en el ADN, ARN, expresión de genes, etc. Al trabajar con este tipo de conjuntos de datos, los científicos de datos en bioinformática se centran en diferentes conceptos, algunos de los cuales son la detección, asociación y correlación de comunidades, y el concepto de centralidad, en donde los mapas de calor son una forma convincente de resumir visualmente los resultados y compartirlos entre otros profesionistas que no pertenecen al campo de la biología o la bioinformática. Los dos mapas de calor a la derecha, etiquetados como "Ejemplos de mapa de calor de análisis de datos", muestran diferentes formas en las que uno puede presentar datos genómicos sobre una región específica (región Hist1) a alguien fuera del campo de la biología para que tenga una mejor comprensión del concepto general que un biólogo o científico de datos está tratando de presentar.

Análisis financiero: Los valores de diferentes productos y activos fluctúan rápida y/o gradualmente con el tiempo. La necesidad de registrar cambios en los mercados diarios es imperativa. Permite la capacidad de dibujar predicciones a partir de patrones mientras se pueden revisar datos numéricos anteriores. Los mapas de calor pueden eliminar el tedioso proceso y permiten al usuario visualizar puntos de datos y comparar entre los diferentes ejecutantes.
Visualización geográfica: Los mapas de calor se utilizan para visualizar y mostrar una distribución geográfica de datos. Los mapas de calor representan diferentes densidades de puntos de datos en un mapa geográfico para ayudar a los usuarios a ver las intensidades de ciertos fenómenos y mostrar elementos de mayor o menor importancia. Por lo general, los mapas de calor utilizados en la visualización geográfica se confunden con los mapas coropléticos, pero la diferencia radica en cómo se presentan ciertos datos que diferencian a los dos.
Deportes: Los mapas de calor se pueden usar en muchos deportes y pueden influir en las decisiones de los gerentes y/o entrenadores en función de las densidades altas y bajas de datos que se muestran. Los usuarios pueden identificar patrones dentro del juego, las estrategias de los oponentes y de su propio equipo, tomar decisiones más informadas que beneficien al jugador, al equipo y al negocio, y pueden mejorar el rendimiento en diferentes áreas identificando las mejoras necesarias. Los mapas de calor también visualizan comparaciones y relaciones entre diferentes equipos en el mismo deporte o entre diferentes deportes juntos.

## Esquema del color
Se pueden usar muchos esquemas de color diferentes para ilustrar el mapa de calor, con las ventajas y desventajas de percepción para cada uno. Elegir una buena esquema de colores es fundamental para mostrar los datos de manera precisa y efectiva, mientras que una esquema de color deficiente puede llevar a los espectadores a conclusiones inexactas o excluir a aquellos con deficiencias de color del análisis adecuado de dichos datos.

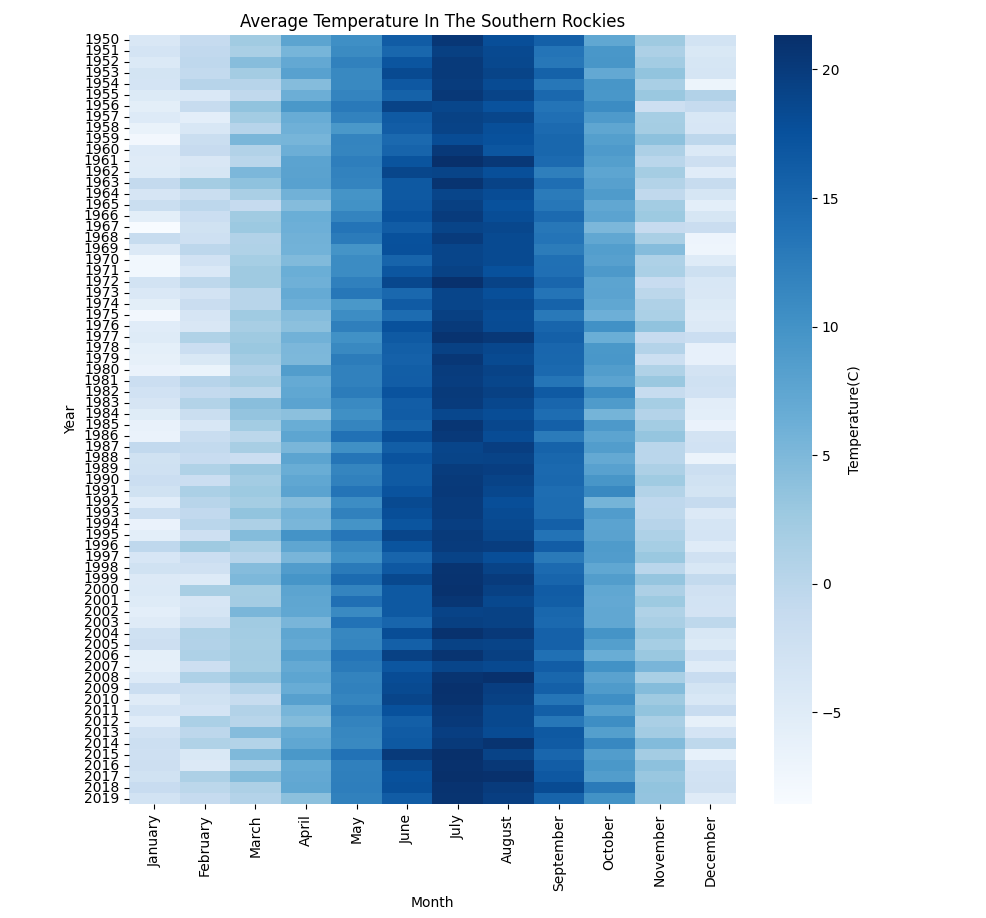
Mapa de calor que muestra la temperatura promedio en las Montañas Rocosas del Sur desde 1950 hasta 2020 usando el esquema de colores "Blues" de la biblioteca Color Brewer

Los esquemas de colores arcoíris son una opción común, ya que los humanos pueden percibir más tonos de color que de gris, y esto supuestamente aumentaría la cantidad de detalles perceptibles en la imagen. Sin embargo, esto está muy desaconsejado en la comunidad científica por varias razones. Posiblemente, la razón principal es que cuando existe una gran cantidad de colores involucrados, la visualización puede dar la impresión de que existen gradientes en los datos que en realidad no están presentes. Cuantos más colores se utilizan en una visualización, más valores comienzan a mezclarse y el color carece del orden perceptivo natural que se encuentra en los mapas de color de escala de grises o de espectro de cuerpo negro. Además, los valores representados por diferentes tonos del mismo color pueden implicar que los valores están relacionados cuando no lo están.
Una considereación importante al elegir una escala de colores es si los datos serán vistos o no por cualquier persona con algún tipo de deficiencia de color. Si la audiencia contiene personas con alguna forma de daltonismo, puede ser conveniente evitar los esquemas de color con rojos y verdes prominentes o gradientes de color irregulares.
Además de las consideraciones de audiencia, tambipen es importante considerar la forma en que se verán los datos. Por ejemplo, si los datos se imprimirán en blanco y negro o se proyectarán en una pantalla grande, puede ser conveniente ajustar la elección del esquema de color. Los mapas de colores comunes (como el mapa de colores cascada que se usa como predeterminado en muchos paquetes de software de visualización) tienen cambios incontrolados en la luminancia que impiden una conversión significativa a escala de grisis para visualización o impresión. Esto también distrae la atención de los datos reales, haciendo que las regiones amarillas y cian aparezcan arbitrariamente más prominentes que las regiones de los datos que son realmente más importantes.

## Implementaciones de software
Hay varios software con implementación de mapa de calor gratis:
- R, un entorno de software gratis para análisis y estadística gráfica, contiene muchas funciones para localizar mapas de calor,[11][12] incluyendo mapas de calor de grupo interactivos[13]  (cpm el pack heatmaply de R).
- Gnuplot, un programa universal en el que se pueden crear mapas de calor en 2D y 3D.[14]
- Google Fusion Tables pueden generar un mapa de calor en Hojas de cálculo de Google, limitándolo a 1 000 puntos de datos geográficos.[15]
- Dave Green's permite generar esquemas de color que se imprimen como escalas de grises en dispositivos en blanco y negro.[16]
- Openlayers3 puede renderizar una capa de mapa del calor de una propiedad seleccionada de todas las características geográficas en una capa de vector.[17]
- D3.js, AnyChart[18][19] y Highcharts[20][21] son bibliotecas de Javascript para visualizar datos que proporciona la capacidad de crear gráficos de mapa de calor interactivos, desde los más básicos hasta otros personalizados, como parte de sus soluciones.[22][23]
- Qlik Sense permite mostrar datos comparativos como patrones de color en un mapa de calor, que además incluye un pack de visualización.[24]
- MATLAB proporciona la capacidad de la visualización del mapa del calor con una gran variedad de opciones de configuración.[25][26]
- Wolfram Mathematica: se puede usar la función DensityPlot con una gran variedad de opciones de configuración.

## Ejemplos

Mapa de calor de una nevada en un radar meteorológico.
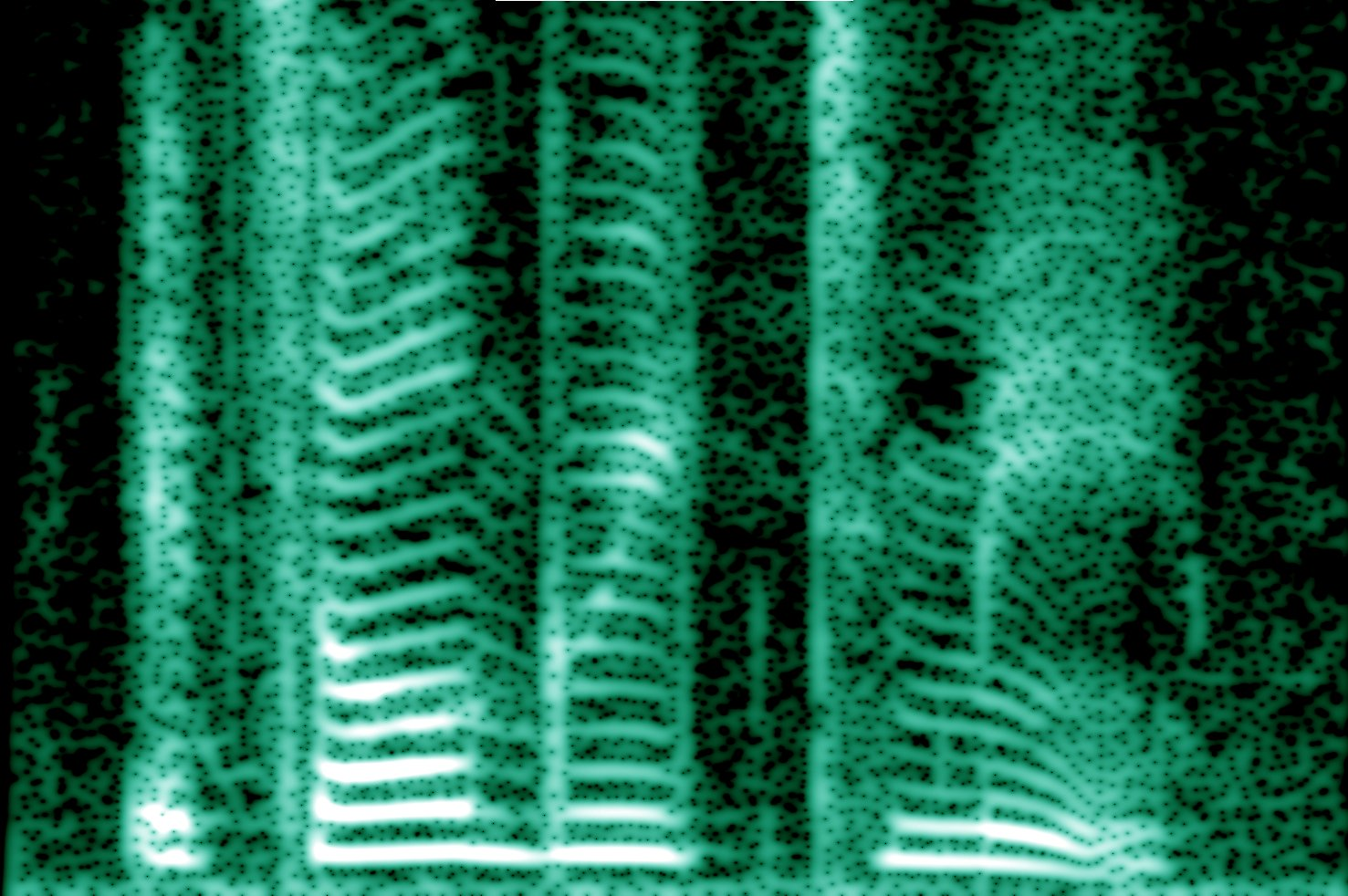
Voz humana en un espectrograma; un mapa de calor representando la magnitud de en TFTR.
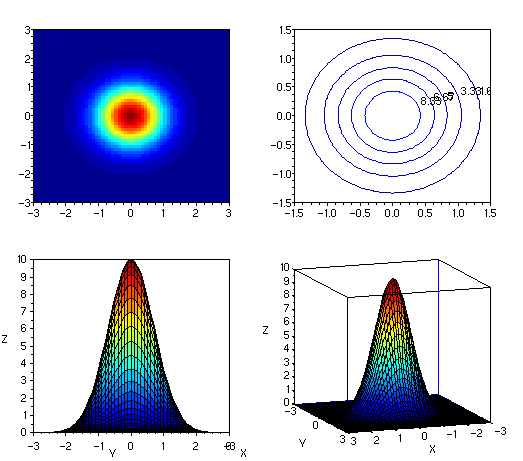
Ejemplo de similitudes entre un mapa de calor, gráficas de función e isolíneas del mismo dato.
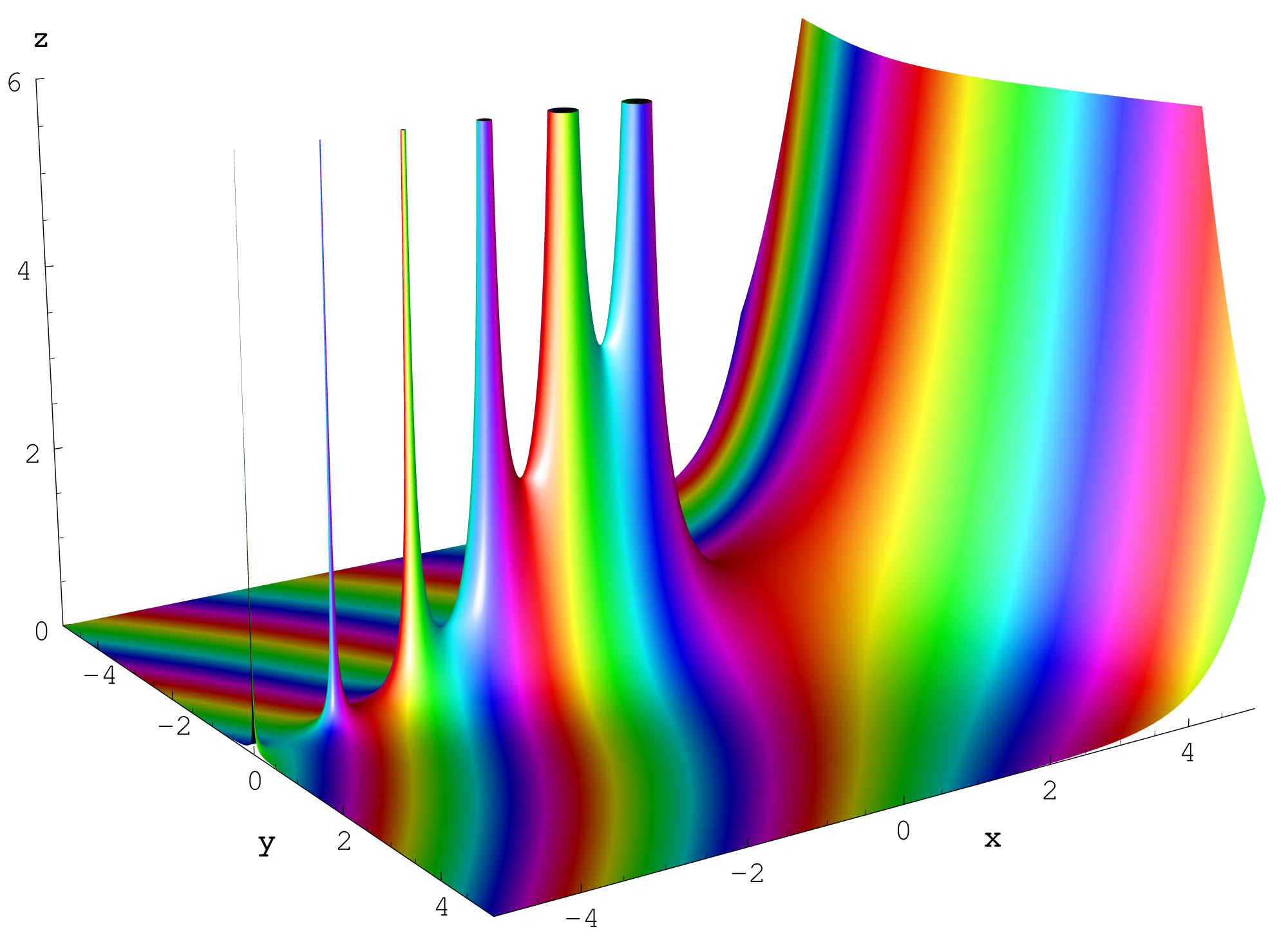
Combinación de gráfica de una función y un mapa de calor, donde la altura representa la amplitud y el color el ángulo de la fase.
Puntuaciones de las casillas de una diana de dardos.